# HD 142244
HD 142244，又名BD+17 2926，SAO 101789、HR 5909，是一颗恒星，视星等为6.36，位于銀經29.61，銀緯47.13，其B1900.0坐标为赤經15h 48m 24.8s，赤緯+17° 47.13′ 4″。

## 特性
- 光谱分类：K0

## 自行 (μ)
- 赤经：-12 mas/yr
- 赤纬：- mas/yr

## 其它命名
BD+17 2926，SAO 101789，HD 142244，HR 5909 